# Qiu Ying

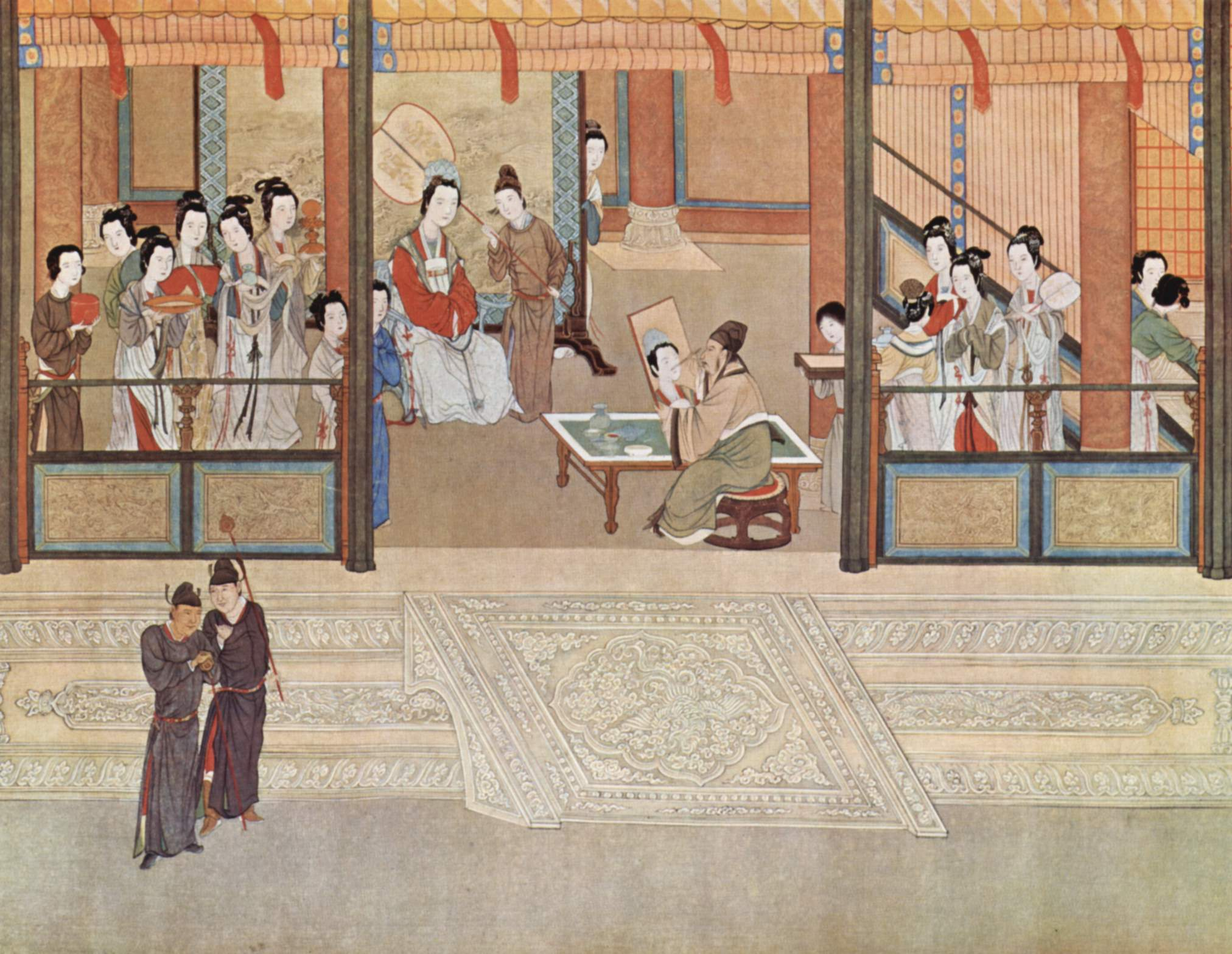
Manhã de primavera no Palácio Han (1530-1550).

Qiu Ying chinês tradicional: 仇英, pinyin: Qiú Yīng, Wade-Giles: Ch'iu Ying (1494 - 1552) foi um pintor chinês que especializou-se na técnica de pincel gongbi.
Nascido de família camponesa, Ying estudou pintura na escola Wu em Suzhou. Com o patrocínio de ricos benfeitores, pintou imagens de flores, jardins, temas religiosos e paisagens nos padrões da dinastia Ming.
Ying incorporou diferentes técnicas em suas pinturas. Seu talento e versatilidade permitiu com que fosse reconhecido como um dos Quatro Grandes Mestres da dinastia Ming.